# نینا کی‌رشو
نینا کی‌رشو (اوکراینی: Ніна Владиславівна Кірсо؛ ۴ اوت ۱۹۶۳ – ۳۰ آوریل ۲۰۲۰) خواننده اهل اوکراین بود.